# Lee Cronbach
Lee J. Cronbach (* 20. April 1916 in Fresno; † 1. Oktober 2001 in Palo Alto) war ein US-amerikanischer Psychologe, der für seine Arbeiten zur Psychometrie bekannt ist. Für Messzwecke entwickelte er 1951 das cronbachsche Alpha, eine Maßzahl für die interne Konsistenz einer Skala, die die Reliabilität eines Tests überprüfen kann.
Der Sohn eines jüdischen Seidenhändlers wuchs in Fresno auf. 1921 ließ ein Lehrer seinen IQ mit dem Stanford-Binet-Test messen, worauf er zu den Hochbegabten in der Terman-Studie von Lewis Terman, den „Terman brats“, gehörte. Cronbach studierte am Fresno State College, zunächst um Lehrer für Mathematik und Chemie zu werden, und darauf legte er den Master an der Berkeley University ab. 1940 erhielt er das Doktorat in Pädagogischer Psychologie an der Universität Chicago. Dann war er Dozent an der Universität von Washington, Professor an der Universität Chicago, an der Universität von Illinois und seit 1964 an der Stanford University.
Cronbach war 1957 Präsident der American Psychological Association und 1964 der American Educational Research Association. Er war Mitglied der American Academy of Arts and Sciences und der National Academy of Sciences.
Mit Paul Meehl stellte er in den 1950er Jahren Modelle vor, um die Validität eines Tests zu prüfen. Es besteht ein Reliabilitäts-Validitäts-Dilemma. 1972 stellte er ein statistisches Modell vor, das erlaubte, die Generalisierbarkeit von Statistik-basierten Theorien zu messen (G-Theorie). Er wies auf die Fehlerquellen und möglichen Irrtümer hin, ebenso auf die Bedeutung von Kontext und Lokalität der Erhebungen.

## Schriften (Auswahl)
- Cronbach, L. J., & Shavelson, R. J. (2004): My current thoughts on coefficient alpha and successor procedures. In Educational and Psychological Measurement 64, no. 3, S. 391–418
- Classics in the History of Psychology -- Cronbach & Meehl (1955). Abgerufen am 8. August 2021.
- L. J. Cronbach et al.: The dependability of behavioral measurements: Theory of generalizability for scores and profiles, Wiley, New York, 1972.
  - Einführung in die pädagogische Psychologie, Beltz, 2. Aufl. 1974, ISBN 978-3-407-20104-1